# Salmo 82
Il salmo 82 (81 secondo la numerazione greca) costituisce l'ottantaduesimo capitolo del Libro dei salmi.
È utilizzato dalla Chiesa cattolica nella liturgia delle ore.
Salmi 82:6 è citato da Gesù in Giovanni 10:34.